# Ryszard Panfil
Ryszard Józef Panfil (ur. 7 lutego 1959 w Sulęcinie, zm. 18 marca 2019 w Lesznie) – polski specjalista w zakresie teorii gier sportowych, prof. dr hab.

## Życiorys
Syn Józefa i Ryszardy. W 1982 ukończył studia w zakresie wychowania fizycznego, natomiast 24 listopada 1986 uzyskał doktorat za pracę pt. Związki wybranych fizycznych i psychomotorycznych cech sportowca ze sprawnością zachowania się w grze zespołowej, a 13 czerwca 1991 uzyskał habilitację za pracę pt. Dyspozycje sportowców do gry zespołowej a kierowanie nimi. 31 października 2000 otrzymał tytuł naukowy profesora nauk o kulturze fizycznej.
Pracował na stanowisku profesora zwyczajnego w Instytucie Sportu, Instytucie Turystyki i Rekreacji, Zakładzie Zarządzania w Socjomotoryce, Katedrze Zarządzania i Coachingu na Wydziale Wychowania Fizycznego Akademii Wychowania Fizycznego we Wrocławiu, oraz w Instytucie Ekonomii i Turystyki i Instytutu Gospodarki i Zarządzania Przestrzenią w Państwowej Wyższej Szkole Zawodowej im. Jana Amosa Komeńskiego w Lesznie.
W 1994 otrzymał Brązowy Krzyż Zasługi.
Zmarł 18 marca 2019.